# Adenanthellum
Adenanthellum is een geslacht uit de composietenfamilie (Asteraceae). Het geslacht telt een soort die endemisch is in Zuid-Afrika.

## Soorten
- Adenanthellum osmitoides (Harv.) B.Nord.